# Дідіченко Олег Анатолійович
Оле́г Анато́лійович Дідіче́нко — викладач кафедри комплексів та приладів артилерійської розвідки, інституту ракетних військ і артилерії, Національна академія сухопутних військ імені гетьмана Петра Сагайдачного.

## Нагороди
За особисту мужність, сумлінне та бездоганне служіння Українському народові, зразкове виконання військового обов'язку відзначений — нагороджений
- орденом Данила Галицького (3.11.2015).